# En syndig man
En syndig man är en gammal botpsalm i nio verser av Laurentius Petri Gothus troligen från 1572 och texten bearbetades senare av Johan Olof Wallin för 1819 års psalmbok.
Psalmen inleds 1695 med orden:
En syndig man som låg i syndsens dwala
han hörde en röst af Himmelen til sigh tala
I 1697 års koralbok anges inte att melodin är densamma som någon annan psalm, men i 1937 års psalmbok anges att melodin är från 1500-talet och är densamma som för psalmerna Bönhör mig, Gud (1937 nr 274) och Anamma from de dyra nådeorden (1937 nr 401). I Sionstoner 1935 har vers 6-9 gett psalmen anslaget Miskundlig Gud, låt nådens sol upprinna.

## Publicerad i
- Göteborgspsalmboken 1650 under rubriken "Om Menniskiones Elendigheet".[1]

- 1695 års psalmbok som nr 251 under rubriken "Boot-Psalmer".
- 1819 års psalmbok som nr 167 under rubriken "Nådens ordning: Kallelsen, väckelsen, upplysningen".
- Sionstoner 1935 som nr 275 med titelraden "Miskundlig Gud, låt nådens sol upprinna" (Vers 6-9 av nr 167, 1819) under rubriken "Nådens ordning: Väckelse och omvändelse".
- 1937 års psalmbok som nr 254 under rubriken "Kallelse och upplysning".
- Den svenska psalmboken 1986 som nr 533 under rubriken "Kallelse".
- Svensk psalmbok för den evangelisk-lutherska kyrkan i Finland (1986) som nr 350 under rubriken "Skuld och förlåtelse".